# أليخاندرو هوبرغ
أليخاندرو هوبرغ (Alejandro Hohberg) (مواليد 20 سبتمبر 1991)، هو لاعب كرة قدم كان يلعب كلاعب وسط. يلعب مع منتخب بيرو لكرة القدم منذ عام 2016.

## وصلات خارجية
- أليخاندرو هوبرغ على موقع قاعدة بيانات كرة القدم.إي يو (الإنجليزية)
- أليخاندرو هوبرغ على موقع ناشيونال فوتبول تيمز (الإنجليزية)
- أليخاندرو هوبرغ على موقع Soccerway.com (الإنجليزية)
- أليخاندرو هوبرغ على موقع AS.com (الإسبانية)